# Discontinuità di Conrad
La discontinuità di Conrad corrisponde a un piano sub-orizzontale che si trova nella crosta continentale dove la velocità delle onde sismiche aumenta in modo discontinuo. Questo piano è osservato in varie regioni continentali ad una profondità che va da 15 a 20 km, ma non è stato trovato nelle regioni della crosta oceanica. La velocità di propagazione delle onde sismiche P, nella crosta superiore, oscilla tra 5,6 e 7,6 km/s mentre, al di sotto della discontinuità di Conrad, l'intervallo di oscillazione passa a 6,5-7,6 km/s. Tale variazione è dovuta ad un lieve incremento della rigidità (più che della densità) del materiale roccioso della crosta inferiore. 

## Descrizione
La discontinuità di Conrad (così chiamata dal nome del sismologo austriaco Victor Conrad) non è così espressiva come la discontinuità di Mohorovičić, ed è assente in alcune regioni continentali. Si pensa che la discontinuità si trovi al confine tra la crosta continentale superiore e quella inferiore.

Fino alla metà del XX secolo, si ipotizzava che nelle regioni continentali, la crosta superiore fosse costituita da rocce felsiche come il granito, cosiddette SiAl, e quella inferiore da rocce mafiche come il basalto, SiMa. I sismologi del tempo ritenevano che la discontinuità di Conrad corrispondesse al brusco contatto tra i due strati chimicamente distinti, vale a dire, SiAl e SiMa.
A partire dagli anni '60 tra i geologi cominciarono a sorgere forti dubbi verso questa supposizione anche se l'esatto significato geologico della discontinuità di Conrad non è stato ancora chiarito. La possibilità che rappresenti la transizione dalla facies anfibolitica a quella granulitica ha ricevuto qualche supporto dal sollevamento della parte centrale del cratere di Vredefort e il circostante cratone di Kaapvaal. Le zone a fusione parziale disseminate nella crosta continentale potrebbero fornire un'altra spiegazione. 
La discontinuità di Conrad, proprio perché non sempre identificabile al passaggio tra crosta superiore e crosta inferiore, tra le quali il passaggio è spesso di tipo "transizionale", viene definita discontinuità di "seconda specie".